# Castoponera lecythus
Castoponera lecythus är en spindelart som beskrevs av Christa L. Deeleman-Reinhold 200. Castoponera lecythus ingår i släktet Castoponera och familjen flinkspindlar. Inga underarter finns listade i Catalogue of Life.